# Devil sticks
I devil sticks, in italiano bastoni del diavolo, sono degli attrezzi da giocoleria. Di probabile e antica origine cinese, se ne scoprono delle riproduzioni europee intorno al XV secolo. Consistono di due bacchette uguali (control sticks) e un'asta più lunga, di spessore crescente a partire dal centro, (devil stick); il giocoliere tiene in mano le due bacchette e tramite queste manipola l'asta. Tutti e tre gli oggetti sono ricoperti da materiali che ne aumentano l'attrito (silicone, gomma, camera d'aria di bicicletta), migliorando la presa e il controllo da parte del giocoliere.
Esistono alcune varianti dei devil sticks, diverse per forma, peso e velocità di rotazione.

## Flower stick
Se alle estremità di un devil stick vi sono strisce, nappe o altri pesi, queste con la rotazione si aprono, assumendo una forma simile a un fiore; in questo caso l'asta viene anche chiamata flower stick (dall'inglese flower, fiore).
Dal punto di vista pratico ha una rotazione meno veloce e quindi un migliore controllo.

## Lunastick
Il lunastick è molto simile al flower stick salvo alcune differenze nella forma dei due pesi alle estremità della bacchetta. Dal punto di vista pratico il controllo risulta molto facile, ideale per chi vuole imparare.

## Due devil sticks
Un giocoliere può anche controllare due aste contemporaneamente, una per ogni bacchetta, o scambiare in volo la propria asta con quella di un secondo giocoliere.

## Fuoco
Alcune aste, dette fire devil sticks, sono predisposte perché le loro estremità possano prendere fuoco senza danneggiare la struttura: solitamente hanno un'anima in alluminio ed estremità fungono sia da stoppini che da serbatoi. I giocolieri impregnano di un liquido combustibile (in genere paraffina, gasolio o diavolina liquida, ma anche petrolio, benzina e simili) le estremità e, tenendo orizzontale l'asta, le accendono. Prima di iniziare a manipolare l'asta, il giocoliere deve avere cura di scrollarla bene, per evitare che una volta in movimento questa possa lanciare gocce di combustibile infiammato.
Questa pratica è potenzialmente molto pericolosa ed un giocoliere non sufficientemente preparato può causare ustioni o incendi non controllati.